# Will Claye
Will Claye (* 13. Juni 1991 in Tucson) ist ein US-amerikanischer Weit- und Dreispringer.

## Leben
2009 wurde er im Dreisprung US- und Panamerika-Juniorenmeister und, für die University of Oklahoma startend, im Dreisprung NCAA-Meister.
2011 wechselte er zur University of Florida und wurde US-Vizemeister im Weit- und im Dreisprung. Bei den Leichtathletik-Weltmeisterschaften in Daegu wurde er Neunter im Weitsprung und gewann Bronze im Dreisprung mit der neuen persönlichen Bestweite von 17,50 m.
2012 steigerte Claye seine Hallendreisprungweite auf 17,70 m und wurde damit in Istanbul Hallenweltmeister. Im Weitsprung landete er auf Platz vier. Bei den Olympischen Spielen in London verbesserte er sich im Freien auf 17,62 m und gewann damit die Silbermedaille im Dreisprung. Eine zweite Medaille sicherte er sich im Weitsprung, wo er mit einem Zentimeter Vorsprung Dritter wurde.
Bei den Weltmeisterschaften 2013 in Moskau gewann er mit 17,52 m die Bronzemedaille.
Im Juni 2014 gewann er mit neuer Bestweite von 17,75 m bei den US-Meisterschaften gegen den Dauerkonkurrenten Christian Taylor.
2015 kam er bei den Weltmeisterschaften 2015 in Peking mit einer Weite von 16,41 m überraschend nicht über die Qualifikation hinaus. Angereist war er als Zweiter der US-amerikanischen Meisterschaften und Fünftbester in der Weltbestenliste.
2016 versuchte sich Claye sowohl im Weitsprung als auch im Dreisprung für die Olympischen Spiele in Rio de Janeiro zu qualifizieren. Bei den USA Olympic Trials reichte ihm ein dritter Platz mit 8,42 m, der eigentlich eine Olympiateilnahme sichert, nicht, da der Athlet auch die Qualifikationsnorm bestanden haben muss. Die Sprünge innerhalb des Ausscheidungswettkampfes, mit denen er die Norm übertroffen hatte, fanden wegen unzulässiger Windunterstützung keine Berücksichtigung. So nahm Claye nach seinem Trials-Sieg im Dreisprung nur in dieser Disziplin an den Olympischen Spielen teil. Dort konnte er sich mit einer Weite von 17,76 m, einer neuen persönlichen Bestleistung, hinter dem ebenfalls aus den Vereinigten Staaten stammenden Christian Taylor die Silbermedaille sichern.
Am 27. Mai 2017 lieferte er sich mit ebendiesem ein Duell bei der Diamond League in Eugene (Oregon), zum zweiten Mal in der Geschichte sprangen zwei Athleten in einem Wettbewerb weiter als 18 Meter. Mit einer Weite von 18,05 m, die aufgrund unzulässigen Rückenwindes nicht als Bestleistung gewertet wurde, musste sich Claye dem sechs Zentimeter weiter gesprungenen Taylor geschlagen geben. Clayes zweitbester Sprung von 17,82 m markierte aber ebenfalls eine neue persönliche Bestleistung. Bei den Weltmeisterschaften in London gewann er hinter Taylor die Silbermedaille.
Bei den Hallenweltmeisterschaften 2018 in Birmingham setzte er sich mit 17,43 m knapp gegen Almir dos Santos und Nelson Évora durch und gewann seine zweite Goldmedaille bei Hallenweltmeisterschaften.
Im August 2018 gab Claye eine auf Clenbuterol positive Dopingprobe ab. Sie wurde auf verunreinigtes Fleisch aus Mexiko zurückgeführt, weswegen Claye nicht gesperrt wurde.
Bei den Weltmeisterschaften 2019 in Doha gewann er, wie bereits 2017, die Silbermedaille hinter Christian Taylor.
Will Claye ist 1,80 m groß und wiegt 73 kg. Er ist in dem 2013 veröffentlichten Song IDGAF des Rappers YG als Feature vertreten.

## Persönliche Bestleistungen
- Weitsprung: 8,29 m, 14. Mai 2011, Athens
  - Halle: 8,24 m, 10. Februar 2012, Fayetteville
- Dreisprung: 18,14 m, 29. Juni 2019, Long Beach
  - Halle: 17,70 m, 11. März 2012, Istanbul